# Bonnybridge
Bonnybridge (scots Bonniebrig, szk. gael. Drochaid a'Bhuinne) – miejscowość w Wielkiej Brytanii, w Szkocji, w zachodniej części council area Falkirk. Wieś jest oddalona o około 6 km od miasta Falkirk, 12 km od miasta Stirling, 24 km od Glasgow, 25 km od Livingston i 40 km od Edynburga. Przez Bonnybridge przebiega Forth and Clyde Canal.

## Ludność
| Rok  | Liczba ludności |
| ---- | --------------- |
| 2001 | 4640            |
| 2011 | 5220            |
| 2016 | 5210            |
| 2018 | 5250            |

Informacje pochodzą ze strony: ()

## Galeria

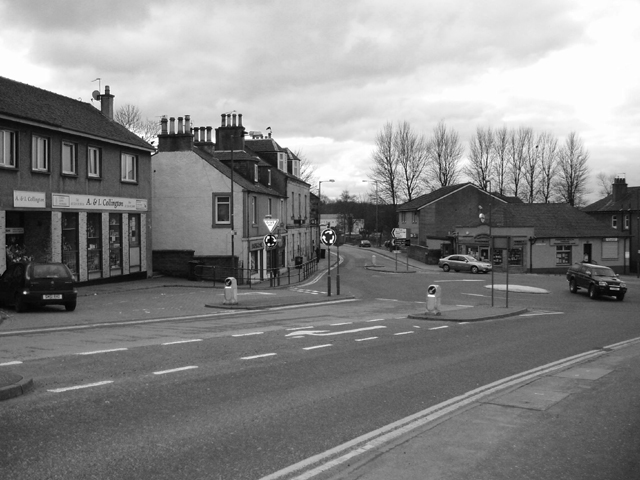
Centrum
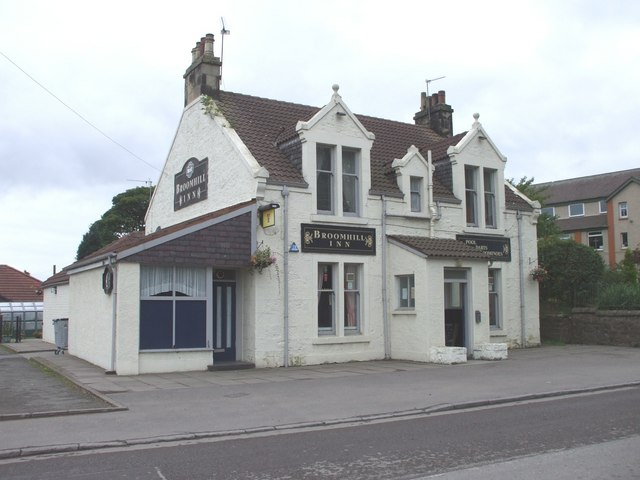
Zajazd
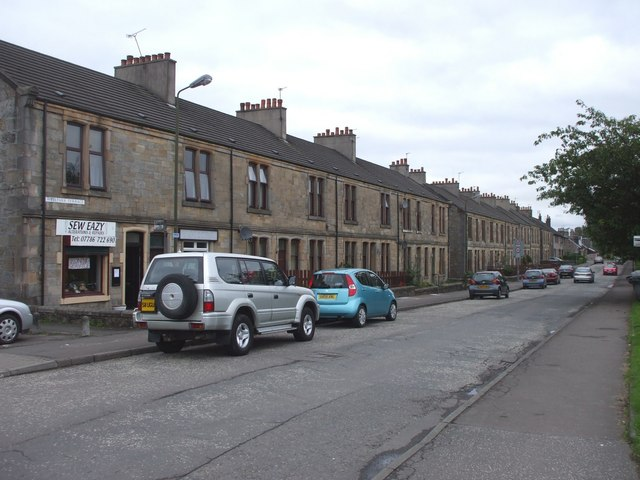
Budynki mieszkalne przy Wellpark Terrace
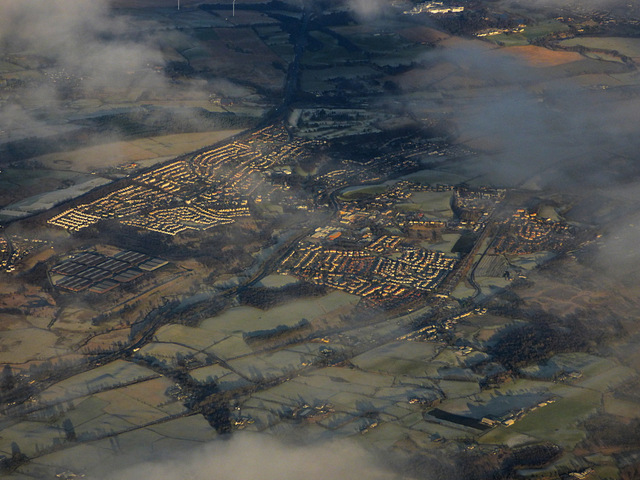
Widok z lotu ptaka